# Gaspard de Bernard de Marigny
Gaspard de Bernard de Marigny   (Luçon, 2 de novembre de 1754 - Combrand, 10 de juliol de 1794) fou un militar francès, general de l'exercit en la Revolta de La Vendée.

## Biografia
Bernard de Marigny era cosí i amic de Louis Marie de Lescure, i la dona d'aquest últim, Victoire de Donnissan de La Rochejaquelein, va escriure sobre ell:
| « | <<"Era un home maco fort, alt i amb una gran força corporal; era gai, enginyós, lleial i valent. Mai no he vist ningú tan obligat: sempre estava disposat a fer allò que els agradés als altres; tant, que recordo que, com que tenia coneixements d'art veterinari, tots els pagesos del cantó van venir a buscar-lo quan tenien bestiar malalt. Era extremadament alegre i, quan cobrava vida, s'exaltava d'una manera desproporcionada.>> | » |

Tinent a La Royale sota l'Antic Règim, va participar en la Guerra Revolucionària dels Estats Units sota les ordres de Louis Charles du Chaffault de Besné i Charles Henri d'Estaing. El 1792 va optar per defensar les Tulleries amb la guàrdia constitucional del rei.
Quan va esclatar la guerra de la Vendée, es va unir als insurgents després de ser alliberats per ells a Bressuire i es va trobar com general d'artilleria. Es distingí principalment a la batalla de Thouars, a la batalla de Saumur i durant la Gir de galerna.

Tanmateix, va ser el responsable de la massacre de centenars de presoners a la primera batalla de Châtillon i després es va mostrar culpable d'actes similars contra presos republicans als quals va matar repetidament amb la seva pròpia mà, cosa que va fer dir a Victoire de Donnissan de La Rochejaquelein:
| « | <<"“La guerra civil distorsiona el caràcter. El senyor de Marigny, un dels homes més dolços i millors que he conegut, s'havia convertit en un sanguinari." | » |

 "L'abril de 1794, va signar un tractat d'aliança amb Charette, Stofflet i Sapinaud. Però va caure amb Stofflet, que va intentar donar-li un paper secundari, i es va separar dels principals líders. Aleshores es va formar un consell de guerra i va condemnar Marigny per 22 vots, inclosos els de Charette i Stofflet, contra 10, a mort amb absentia, el 25 d'abril de 1794.
A continuació, Marigny va combatre a les tropes republicanes, però es va emmalaltir i es va refugiar al castell de Girardière, a prop de Combrand. Després va ser arrestat pels homes de Stofflet i afusellat immediatament. La resta del seu exèrcit va desertar o es va unir a Sapinaud, que s'havia negat a votar per la seva mort.

## Mirades contemporànies
| « | <<"M. de Marigny va ser nomenat general d'artilleria. Es va comportar perfectament amb aquesta part de l'art militar: durant la guerra contra Anglaterra, havia participat en diversos desembarcaments i tenia més experiència que la majoria dels oficials; però s'estava escalfant fins al punt de perdre completament el cap; així, de vegades, perjudicava l'èxit de l'exèrcit, al qual, tanmateix, s'utilitzava molt més sovint el seu talent. També cal atribuir a aquest tipus de desconcert i vertigen la seva duresa i la seva inhumanitat cap als vençuts. Gairebé mai no va escatimar-ne, cap representació que li pogués fer; creia fermament que era útil per al partit. Enmig de les seves crueltat, va continuar mostrant-se, amb els seus camarades i soldats, home millor i més afable; per tant era molt estimat; no es podia evitar estar molt lligat a ell." | » |

* Victòria de Donnissan de La Rochejaquelein, Memòries.
* "Marigny era dur i molt dur, a més, no era gaire hàbil."
 "
* Jean-Baptiste Kléber, Memòries polítiques i militars.